# アンドレイ・パベル
アンドレイ・パベル（Andrei Pavel, 1974年1月27日 - ）は、ルーマニア・コンスタンツァ出身の男子プロテニス選手。ATPツアーでシングルス3勝、ダブルス6勝を挙げた。自己最高ランキングはシングルス13位、ダブルス18位。身長182cm、体重86kg、右利き。

## 経歴
アンドレイ・パベルは1991年に男子テニス国別対抗戦デビスカップルーマニア代表選手に初選出され、1992年全仏オープン男子ジュニア部門で優勝した。1994年以後デビスカップに連続出場を続け、これまでにチーム歴代3位の40勝22敗（シングルス32勝15敗、ダブルス8勝7敗）を記録している。パベルのツアー初優勝は、1998年4月のジャパン・オープン・テニス選手権である。決勝でバイロン・ブラックを6-3, 6-4で破り、初めてのシングルスのタイトルを日本で獲得した。4大大会で初めての好成績は、1999年全豪オープン4回戦進出である。2000年全米オープンでも初の4回戦に進出した。2001年のカナダ・マスターズで、パベルはパトリック・ラフターを7-6, 2-6, 6-3で破って優勝したが、これが最後の優勝となり、その後は4度の決勝で敗れている。
2002年全仏オープンで、パベルはアレックス・コレチャとの準々決勝まで勝ち進み、4大大会の自己最高成績を出した。2004年は全豪オープンと全米オープンの2大会で4回戦進出を記録し、同年10月25付で世界ランキングを自己最高の13位となった。全豪オープン4回戦では第3シードのフアン・カルロス・フェレーロに競り負け、全米オープンでは第1シードのロジャー・フェデラーとの4回戦を棄権した。デビスカップ2005では好成績を出し、デビスカップルーマニア代表はワールドグループ1回戦でベラルーシを破り、クロアチアとの準々決勝に進んだ。2006年はダブルスで年間3勝を挙げ、全仏オープン男子ダブルスでアレクサンダー・ワスケとペアを組んで準決勝に進出している。全米オープンシングルス1回戦で、パベルはこの大会を最後に現役引退することになったアンドレ・アガシと対戦し、第1セットから第3セットまでタイブレークにもつれこみ、パベルは第1セットを先取するも6-7, 6-7, 2-6でアガシに敗れた。
パベルは1992年バルセロナ五輪から2004年アテネ五輪まで、4大会連続でオリンピックに出場している。シングルス・ダブルスとも全て初戦で敗退し、勝利を挙げることは出来なかった。
パベルは2009年に35歳で現役を引退した。引退した2009年からデビスカップルーマニア代表監督に就任し、2011年にはエレナ・ヤンコビッチのコーチを務めるなど、指導者として活動している。

## ATPツアー決勝進出結果

### シングルス: 9回 (3勝6敗)
| 大会グレード                                  |
| グランドスラム (0-0)                          |
| テニス・マスターズ・カップ (0-0)              |
| ATPマスターズシリーズ (1-1)                   |
| ATPインターナショナルシリーズ・ゴールド (1-0) |
| ATPインターナショナルシリーズ (1–5)           |

| サーフェス別タイトル |
| ハード (2-0)         |
| クレー (1-4)         |
| 芝 (0-1)             |
| カーペット (0-1)     |

| 結果   | No. | 決勝日         | 大会               | サーフェス        | 対戦相手                 | スコア        |
| ------ | --- | -------------- | ------------------ | ----------------- | ------------------------ | ------------- |
| 優勝   | 1.  | 1998年4月13日  | 東京               | ハード            | バイロン・ブラック       | 6–3, 6–4      |
| 準優勝 | 1.  | 1999年4月26日  | ミュンヘン         | クレー            | フランコ・スキラーリ     | 4–6, 3–6      |
| 準優勝 | 2.  | 1999年6月14日  | スヘルトーヘンボス | 芝                | パトリック・ラフター     | 6–3, 6–7, 4–6 |
| 優勝   | 2.  | 2000年5月22日  | ザンクト・ペルテン | クレー            | アンドリュー・イリー     | 7–5, 3–6, 6–2 |
| 優勝   | 3.  | 2001年7月30日  | モントリオール     | ハード            | パトリック・ラフター     | 7–6, 2–6, 6–3 |
| 準優勝 | 3.  | 2003年10月27日 | パリ               | カーペット (室内) | ティム・ヘンマン         | 2–6, 6–7, 6–7 |
| 準優勝 | 4.  | 2005年4月25日  | ミュンヘン         | クレー            | ダビド・ナルバンディアン | 4–6, 1–6      |
| 準優勝 | 5.  | 2006年5月22日  | ペルチャッハ       | クレー            | ニコライ・ダビデンコ     | 0–6, 3–6      |
| 準優勝 | 6.  | 2007年7月23日  | ウマグ             | クレー            | カルロス・モヤ           | 4–6, 2–6      |

### ダブルス: 11回 (6勝5敗)
| 結果   | No. | 決勝日        | 大会                 | サーフェス        | パートナー             | 対戦相手                                        | スコア              |
| ------ | --- | ------------- | -------------------- | ----------------- | ---------------------- | ----------------------------------------------- | ------------------- |
| 優勝   | 1.  | 1998年9月21日 | ブカレスト           | クレー            | ガブリエル・トリフ     | ジョルジェ・コサック ディヌ・ペスカリウ         | 7–6(2), 7–6(4)      |
| 準優勝 | 1.  | 1999年2月14日 | サンクトペテルブルク | カーペット (室内) | メノ・オースティング   | ジェフ・タランゴ ダニエル・バチェク             | 6–3, 3–6, 5–7       |
| 準優勝 | 2.  | 2005年1月10日 | ドーハ               | ハード            | ミハイル・ユージニー   | アルベルト・コスタ ラファエル・ナダル           | 3–6, 6–4, 3–6       |
| 優勝   | 2.  | 2005年7月31日 | キッツビュール       | クレー            | レオシュ・フリエドル   | クリストフ・ロクス オリビエ・ロクス             | 6–2, 6–7(5), 6–0    |
| 準優勝 | 3.  | 2005年9月18日 | ブカレスト           | クレー            | ビクトル・ハネスク     | ホセ・アカスソ セバスティアン・プリエト         | 3–6, 6–4, 3–6       |
| 優勝   | 3.  | 2006年1月15日 | オークランド         | ハード            | ロヒール・ワッセン     | シーモン・アスペリン トッド・ペリー             | 6–3, 5–7, [10–4]    |
| 優勝   | 4.  | 2006年5月7日  | ミュンヘン           | クレー            | アレクサンダー・ワスケ | アレクサンダー・ペヤ ビョルン・ファウ           | 6–4, 6–2            |
| 優勝   | 5.  | 2006年7月16日 | グシュタード         | クレー            | イジー・ノバク         | マルコ・チウディネリ ジャン＝クロード・シェラー | 6–3, 6–1            |
| 準優勝 | 4.  | 2007年2月25日 | ロッテルダム         | ハード (室内)     | アレクサンダー・ワスケ | マルティン・ダム リーンダー・パエス             | 3–6, 7–6(5), [7–10] |
| 優勝   | 6.  | 2007年4月29日 | バルセロナ           | クレー            | アレクサンダー・ワスケ | ラファエル・ナダル バルトロメ・サルバ＝ビダル   | 6–3, 7–6(1)         |
| 準優勝 | 5.  | 2009年5月23日 | キッツビュール       | クレー            | ホリア・テカウ         | マルセロ・メロ アンドレ・サ                     | 7–6(9), 2–6, [7–10] |

## 4大大会シングルス成績
略語の説明
| W | F | SF | QF | #R | RR | Q# | LQ | A | Z# | PO | G | S | B | NMS | P | NH |

W=優勝, F=準優勝, SF=ベスト4, QF=ベスト8, #R=#回戦敗退, RR=ラウンドロビン敗退, Q#=予選#回戦敗退, LQ=予選敗退, A=大会不参加, Z#=デビスカップ/BJKカップ地域ゾーン, PO=デビスカップ/BJKカッププレーオフ, G=オリンピック金メダル, S=オリンピック銀メダル, B=オリンピック銅メダル, NMS=マスターズシリーズから降格, P=開催延期, NH=開催なし.
| 大会           | 1994 | 1995 | 1996 | 1997 | 1998 | 1999 | 2000 | 2001 | 2002 | 2003 | 2004 | 2005 | 2006 | 2007 | 2008 | 2009 | 通算成績 |
| -------------- | ---- | ---- | ---- | ---- | ---- | ---- | ---- | ---- | ---- | ---- | ---- | ---- | ---- | ---- | ---- | ---- | -------- |
| 全豪オープン   | A    | A    | LQ   | 1R   | A    | 4R   | A    | 2R   | 3R   | 1R   | 4R   | 2R   | 2R   | LQ   | 1R   | 1R   | 11–10    |
| 全仏オープン   | A    | A    | A    | 2R   | A    | 1R   | 1R   | 1R   | QF   | A    | 2R   | 1R   | 1R   | LQ   | A    | 1R   | 6–9      |
| ウィンブルドン | LQ   | A    | LQ   | 2R   | 1R   | 1R   | 3R   | 1R   | 3R   | A    | 2R   | 2R   | 2R   | 2R   | A    | 1R   | 9–11     |
| 全米オープン   | LQ   | A    | 1R   | 1R   | 1R   | 1R   | 4R   | 2R   | 1R   | A    | 4R   | 1R   | 1R   | 2R   | A    | 1R   | 8–11     |

※: 2004年全米4回戦の不戦敗は通算成績に含まない